# Harold D. Schuster
Harold D. Schuster (* 1. August 1902 in Cherokee, Iowa; † 19. Juli 1986 in Westlake Village, Kalifornien) war ein US-amerikanischer Filmregisseur und Filmeditor.

## Leben und Karriere
Harold Schuster stieg ins Filmgeschäft als Schauspieler von kleinen Rollen ein, wandte sich aber schnell einer Karriere hinter der Kamera zu. Er war einige Zeit Assistent von Kameramännern und Filmeditoren, etwa bei John Fords Das eiserne Pferd. 1927 stieg er bei Fox Studios zum Chef-Filmeditor auf und gleich seine erste Filmarbeit in dieser Funktion war ein Klassiker: Friedrich Wilhelm Murnaus Sonnenaufgang – Lied von zwei Menschen (1927) wird bei Umfragen oft unter die besten Filme aller Zeiten gewählt. In den folgenden acht Jahren war er Editor bei fast 30 Filmen für Fox. Bei dem verschollenen Film Vier Teufel arbeitete er 1928 nochmals mit Murnau zusammen.
1937 durfte Schuster in England seinen ersten eigenen Film inszenieren, als er bei Zigeunerprinzessin mit Henry Fonda in der Hauptrolle die Regiearbeit von dem gefeuerten Glenn Tryon übernahm. Nach ein paar weiteren Filmen in England kehrte er Ende der 1930er-Jahre in die USA zurück, wo er in den 1940er- und 1950er-Jahren vor allem bei B-Movies Regie führte. Schusters Filme waren überwiegend Routineproduktionen, allerdings zeigte der selbst aus einem kleinen Dorf kommende Schuster vor allem ein Interesse an ländlichen Themen. Viele seiner Werke spielten als Abenteuerfilme und Western in der Natur.  Einer seiner größten Erfolge war die in Technicolor gedrehte Kinderbuchverfilmung Flicka (1943) mit Roddy McDowall, die in den USA ein Kassenschlager war. Wie Flicka von einer Beziehung zwischen einem Jungen und einem Tier handelte Schusters Film Ein Champion zum Verlieben (1948) mit Bobby Driscoll, bei dem Walt Disney als Produzent fungierte. Schuster drehte aber auch einige Filme, die im städtischen Milieu spielen: In dem eher biederen Kid Monk Baroni hatte Leonard Nimoy 1952 seine erste große Filmrolle, wobei Nimoy diesen nachher abschätzig als „die Art von Film, die Unbekannte aus Stars macht“ beschrieb. Besser beurteilt wird dagegen Schuster Film noir Loophole mit Barry Sullivan in der Rolle eines wegen Diebstahls angeklagten Bankangestellten.
Schuster begann ab 1954 auch für verschiedene Fernsehserien zu arbeiten und drehte ab 1958 ausschließlich für dieses Medium. Mitte der 1960er-Jahre zog er sich aus Hollywood zurück und starb 1986 kurz vor seinem 84. Geburtstag in Kalifornien. Im Ruhestand wurde Schuster noch für die 1980 veröffentlichte Filmdokumentation Hollywood – Geschichten aus der Stummfilmzeit interviewt.

## Filmografie (Auswahl)

### Als Filmeditor
- 1924: Das eiserne Pferd (The Iron Horse; Assistent beim Filmeditor und kleine Schauspielrolle)
- 1927: Sonnenaufgang – Lied von zwei Menschen (Sunrise – A Song of Two Humans)
- 1928: Vier Teufel (4 Devils)
- 1929: Talu
- 1932: Chandu the Magician
- 1933: Berkeley Square
- 1933: Dangerously Yours
- 1933: Ich bin Susanne (I am Suzanne!)
- 1934: Marie Galante
- 1935: The Farmer Takes a Wife
- 1935: Der Mann, der die Bank von Monte Carlo sprengte (The Man Who Broke the Bank at Monte Carlo)

### Als Regisseur
- 1937: Zigeunerprinzessin (Wings of the Morning)
- 1937: ...heute Abend – Hotel Ritz (Dinner at the Ritz)
- 1940: Zanzibar
- 1942: Girl Trouble
- 1943: Flicka (My Friend Flicka)
- 1944: Ledernacken (Marine Raiders)
- 1946: Breakfast in Hollywood
- 1948: Ein Champion zum Verlieben (So Dear to My Heart)
- 1952: Kid Monk Baroni
- 1953: Der Revolverheld von Colorado (Jack Slade)
- 1954: Loophole
- 1955: Entfesselte Unterwelt (Finger Man)
- 1955: Gelbe Rose von Texas (The Return of Jack Slade)
- 1955: Tarzan und der schwarze Dämon (Tarzan's Hidden Jungle)
- 1955–1958: The Lineup (Fernsehserie, 6 Episoden)
- 1957: Massaker (Dragoon Wells Massacre)
- 1957: Terror in Portland City
- 1958: The Power of Resurrection
- 1958: Lassie (Fernsehserie, 2 Episoden)
- 1961: Am Fuß der blauen Berge (Laramie; Fernsehserie, Episode Strange Cargo)
- 1962: Twilight Zone (Fernsehserie, Episode The Hunt)
- 1965: The Legend of Jesse James (Fernsehserie, Episode The Chase)